# Justice League: Heroes United
Justice League: Heroes United es un videojuego beat 'em up arcade desarrollado por Signature Devices y publicado por Global VR basado en la Justice League de DC Comics.

## Jugabilidad
Heroes United es un beat 'em up que brinda a los jugadores acción continua y la oportunidad de salvar al mundo de una gran cantidad de malos villanos de DC Comics, con la ayuda de los superhéroes más famosos de la Justice League. Cuenta con 5 superhéroes seleccionables; Los jugadores pueden elegir entre Batman, Superman, Hawkgirl, Wonder Woman y Green Lantern. También cuenta con 3 mundos diferentes, cada uno con 3 niveles. Los niveles de dificultad por etapas hacen que sea fácil para los principiantes, pero también desafiante para los jugadores experimentados. Además cuenta con modo cooperativo o competitivo de 1 o 2 jugadores por puntos.